# Megalastrum canacae
Megalastrum canacae là một loài thực vật có mạch trong họ Dryopteridaceae. Loài này được (Holttum) Holttum miêu tả khoa học đầu tiên năm 1986.